# Cultivo de tejidos vegetales
En su acepción amplia, el cultivo de tejidos vegetales se define como un conjunto muy heterogéneo de técnicas que presentan en común el hecho de que un explanto —o sea, una parte separada del vegetal, tales como protoplastos, células, tejidos u órganos— se cultiva asépticamente en un medio artificial de composición química definida y se incuba en condiciones ambientales controladas. Cada fragmento origina una planta idéntica a la que se le tomó el fragmento, aunque puede ser modificada genéticamente para tener variedades artificiales.
Estas técnicas pueden ser utilizadas en vegetales como herramientas para micropropagación, propagación rápida de clones, eliminación de virus y enfermedades, producción de haploides, aislamiento y utilización de protoplastos, cultivo de embriones, producción de fitoquímicos, ingeniería genética, mutación y selección celular, producción de semillas sintéticas y estudios básicos de anatomía, desarrollo, fisiología y nutrición vegetal.

## Iniciación
El cultivo de tejidos se inicia con la disección microscópica de la planta bajo condiciones estrictamente higiénicas, con el propósito de transferir un tejido que crece activamente (los tejidos meristemáticos) con seguridad y limpieza, dentro de un recipiente estéril sin introducir microorganismos contaminantes. Las células y tejidos que crecerán y se desarrollarán a partir del explanto original dependen de los objetivos del cultivo de tejidos. En algunos casos las células conformarán una masa aparentemente desorganizada, conocida como callo, en otros estarán presentes otras estructuras reconocibles como tallos, raíces, bulbos u otros órganos. Estos tejidos cultivados in vitro se hallan dentro de un microcosmos estéril de un recipiente de vidrio o de plástico, protegidos del medio exterior no estéril. Es esencial mantener la esterilidad del ambiente confinado en el recipiente, debido a que cualquier microorganismo, que pueda entrar al mismo, crecerá de forma oportunista a una velocidad mucho más rápida que los tejidos vegetales y finalmente colonizarán y matarán a los tejidos.
Con el propósito de sostener el vigor de los tejidos vegetales y permitir que ellos crezcan, se multipliquen y desarrollen, esto es «cultivar los tejidos», deben proveerse además ciertos requerimientos externos: los tejidos pueden necesitar que se los apoye o sean colocados sobre o en el interior de la superficie de un gel acuoso solidificado con agar o pueden colocarse en un medio líquido.
Algunos tejidos cultivados son lentos en su crecimiento. Para ellos habría dos opciones: (i) la optimización del medio de cultivo, (ii) El cultivo sano y creciendo vigorosamente tejidos o variedades.

Necrosis podría estropear los tejidos cultivados. Generalmente, plantas variedades son diferentes en cultivo de tejidos de necrosis. De este modo, mediante el cultivo de forma saludable y creciendo vigorosamente variedades (o tejidos) se puede controlar.
Los tejidos también necesitarán de un suministro de los elementos minerales nutritivos que son esenciales para el crecimiento vegetal, también posiblemente algunas vitaminas, azúcares como fuente de energía y una mezcla de hormonas vegetales que se conoce que controlan el crecimiento y desarrollo de estos tejidos particulares.
Para el correcto crecimiento y desarrollo del tejido en cultivo, en general, es necesario el suministro de luz a intensidades muy bajas, mucho menores que la de la luz solar. La acumulación en las plantas de la energía de los carbohidratos provendrá de los azúcares agregados al medio de cultivo, más que de la fotosíntesis, de manera que son innecesarios altos niveles de luz.

## Sistemas para los cultivos de tejidos
En las últimas décadas se han desarrollado diferentes sistemas para los cultivos de protoplastos, células, tejidos y órganos vegetales; uno de ellos es el cultivo en suspensión (suspensiones celulares), el cual constituye una forma para mantener y propagar células vegetales.

### Descripción y manipulación de las suspensiones celulares.
Las suspensiones celulares consisten en células libres y agregados celulares distribuidos en un medio en movimiento. Estas suspensiones pueden ser permanentes mediante el suministro continuo de nutrimentos.

### Medios de cultivo
Para el cultivo de suspensiones celulares de una gran variedad de plantas se ha utilizado el medio MS desarrollado por Murashige y Skoog (1962) para el cultivo de tejidos de tabaco, como también el medio B-5 de Gamborg et al. (1968). También se han utilizado otros medios, pero su composición no difiere mucho de los citados.
A menudo, los medios óptimos para la inducción y crecimiento de callos a partir de explantes primarios no son los mismos que para el establecimiento de suspensiones celulares; el nivel óptimo de auxinas y citocininas, p.ej. puede ser diferente .
En ocasiones las células en suspensión necesitan de suplementos orgánicos, aminoácidos, CH, extracto de levadura, y AC; la auxina más utilizada es 2,4-D.

### Iniciación de las suspensiones
Las suspensiones celulares se inician generalmente mediante la incubación de trozos de callos friables en medios líquidos que, están en movimiento continuo.
Comúnmente se emplean matraces Erlenmeyer, en los cuales se deposita el medio líquido con los trozos de callo dispersos en él, hasta llenar aproximadamente 1/5 de la capacidad de estos frascos; estos se ponen luego a incubar en un agitador giratorio a 80-150 rpm, bajo luz continua y a 25 °C de temperatura. Mediante subcultivos semanales, las suspensiones celulares quedan establecidas después de varios días.
Durante los primeros subcultivos es recomendable usar una tasa de dilución baja (por ej. 1:1 a 1:4) utilizando cuatro partes de medio fresco por cada parte de suspensión celular. Posteriormente se puede utilizar una tasa de dilución más alta, según el objetivo para el cual se haya establecido la suspensión.

## Objetivos
El cultivo de tejidos vegetales es utilizado como herramienta fundamental en un número importante de áreas y técnicas de la investigación y la producción vegetal, todas ellas relacionadas con lo que actualmente se conoce como biotecnología vegetal.
Más adelante se enumeran algunas de las más importantes:
- Estudios básicos de anatomía, desarrollo y nutrición vegetal.
- Variación somaclonal y gametoclonal a través de selección celular.
- Aislamiento de protoplastos. Utilizado para realizar fusión celular (hibridación somática) e ingeniería genética .
- Producción de plantas haploides a través de cultivo de anteras o cultivo de polen.
- Rescate de óvulos fecundados y embriones de cruzamientos interespecíficos e intergenéricos
- Ingeniería Genética: incluye todas las técnicas que utilizan organismos vivos o sus componentes para producir o modificar sus productos. La variedad de aplicaciones incluye las áreas de energía, manejo medio ambiental y productos farmacéuticos y agrícolas.
- Micropropagación vegetal. Propagación clonal o propagación in vitro o propagación vegetativa.
- Embriogénesis somática.
- Cultivo de meristemos para la eliminación de virus y enfermedades presentes en las plantas.
- Producción de fitoquímicos o producción de sustancias de metabolismo secundario.

## Base biológica
La reproducción asexual de plantas por cultivo de tejidos es posible gracias a que, en general, las células de una planta poseen la capacidad necesaria para permitir el crecimiento y el desarrollo de un nuevo individuo, sin que medie ningún tipo de fusión de células sexuales o gametos. Esta capacidad se denomina totipotencialidad celular y es característica de un grupo de células vegetales conocidas como células meristemáticas, presentes en distintos órganos de la planta. La potencialidad de una célula diferenciada (una célula de conducción, epidérmica) para generar tejidos nuevos y eventualmente un organismo completo, disminuye con el grado de diferenciación alcanzado por esa célula, pero puede revertirse parcial o completamente según las condiciones de cultivo a las que se la someta.

El éxito en la propagación de una planta depende de que se logre la expresión de la potencialidad celular, es decir, de que algunas células recuperen su condición meristemática. Para ello debe inducirse primero la desdiferenciación y luego la rediferenciación celular.
En condiciones naturales, un proceeso de este carácter sucede durante la formación de las raíces adventicias en el enraizamiento de estacas, la formación de yemas adventicias o cuando se busca la propagación de cualquier planta.
Entre los factores más importantes para lograr la respuesta morfogenética deseada se encuentra la composición del medio de cultivo. En todo intento de propagación vegetal, ya sea in vitro o in vivo, el carácter del proceso de diferenciación está regulado por el balance hormonal propio y por el estado fisiológico del órgano, tejido o célula puesta en cultivo. Sin embargo, ese balance puede ser modificado por el agregado de compuestos que imiten la acción de las hormonas vegetales. Esos compuestos, denominados reguladores del crecimiento, son los que se emplean en los medios de cultivo para conseguir la micropropagación de una planta.

## Historia
La totipotencialidad celular fue enunciada como teoría por Gottlieb Haberlandt en 1902, quien propuso que todas las células vegetales tienen la capacidad de regenerar plantas completas. Haberlandt no llegó a demostrar su hipótesis debido a que no pudo lograr la división celular ya que los medios de cultivo que empleaba no incluían reguladores del crecimiento debido a que esos compuestos eran desconocidos en ese momento. En 1934, Philip White pudo mantener, en forma ilimitada, el crecimiento de raíces en medios líquidos a partir de ápices del tallo del tomate.
Al mismo tiempo se identificó el ácido indolacético (AIA), que posibilitó el mantenimiento indefinido de callos de zanahoria y tabaco in vitro. Posteriormente se descubrió el efecto de la leche de coco como estimulante de la formación de callo sobre el cultivo de embriones de Datura stramonium. En 1948 Folke Skoog y Cheng Tsui, trabajando con cultivos de callo de tabaco, demostraron la existencia de una regulación química en la parte aérea y en la raíz. Trabajos posteriores en callos de la misma especie, con el agregado de cinetina, la primera citocinina descubierta, permitieron demostrar que la diferenciación de brotes, raíces o de ambos, estaba regulada por el balance de auxinas y citocininas.

## Etapas del proceso
El cultivo de tejidos vegetales es el proceso que se inicia con un explanto y termina con la obtención de plantas completas, lo que involucra una serie de etapas, las cuales se enumeran a continuación:
- Elección de la planta y/o tejido donante de explantos. En esta fase se incluyen los tratamientos, preparación y selección de las plantas madre a partir de las cuales se inicia el cultivo, siendo imprescindible comprobar la identidad (especie, variedad o cultivar) y su estado de salubridad (libre de patógenos, deficiencias o estrés).
- Establecimiento: consiste en la desinfección de los explantos (generalmente con hipoclorito de sodio) y su posterior adaptación al medio artificial para inducir: tallo, brote, raíz o embrión somático, según se desee. Se requiere desinfectar superficialmente el material escogido para evitar que en el medio de cultivo crezcan microorganismos, principalmente bacterias y hongos, que competirán ventajosamente con el explanto
- Multiplicación: consiste en generar una cantidad de masa vegetal suficiente para la regeneración del número de plantas necesarias.
- Enraizamiento: es el proceso de inducción de la formación de raíces con el fin de convertir a los brotes o embriones somáticos en plántulas completas. El enraizamiento puede realizarse tanto en condiciones in vitro como ex vitro. En el primer caso se transfieren los brotes obtenidos en la etapa anterior a un medio libre de reguladores de crecimiento o que sólo contenga auxinas. Esta operación se realiza en condiciones de esterilidad (en cabina de flujo). En el segundo caso los brotes se sumergen en una solución concentrada de auxinas y se transfieren a un sustrato limpio, no necesariamente estéril, que puede ser una mezcla de turba con perlita o vermiculita. Los brotes que se utilicen en el enraizamiento ex vitro deben ser vigorosos y poseer hojas bien desarrolladas, ya que las plantas deben realizar la fotosíntesis para obtener la energía necesaria para desarrollarse y formar las raíces.
- Rusticación: es el paso de aclimatación de las plántulas obtenidas in vitro a las condiciones del ambiente usuales fuera del tubo o frasco, es decir al suelo o algún sustrato inerte.[5]

El enraizamiento ex vitro permite que la fase de enraizamiento y la fase de aclimatación se logren simultáneamente y que raramente se forme callo en la base de los explantos, asegurando así una conexión vascular continua entre el vástago y la raíz.

## Tipos de morfogénesis
En condiciones de cultivo in vitro, las células somáticas pueden regenerar embriones o bien, brotes, raíces y/o flores. La embriogénesis somática y la organogénesis son dos procesos morfogénicos muy frecuentes en el cultivo in vitro de especies vegetales.
La embriogénesis somática es el proceso por el cual se obtiene una estructura similar a un embrión cigótico sin que medie la fertilización de las gametas, mientras que por organogénesis pueden obtenerse tallos, raíces o flores.
Estos órganos se obtienen a partir de una célula o de un grupo de células a través de un complejo proceso denominado regeneración. La regeneración comprende diferentes fases que se suceden de manera similar tanto para la organogénesis como para la embriogénesis somática. Estas fases se denominan: adquisición de la competencia, fase de inducción y fase de realización.
En la primera fase, las células no responden al estímulo organogénico pero adquieren esa competencia durante una fase de desdiferenciación. En la segunda fase o fase de inducción, las células son receptivas al estímulo morfogénico y hay una relación directa con el tipo, concentración y combinación de reguladores del crecimiento agregados al medio de cultivo y el órgano a desarrollar. En la fase de realización, la célula sufre las sucesivas divisiones para formar el órgano determinado.
A partir de la siembra in vitro de diferentes explantos relativamente grandes y en condiciones de cultivo adecuadas, puede inducirse la formación de nuevos órganos de manera directa, sin la formación de callo.
Si la formación es de brotes, raíces o flores se denomina organogénesis directa. Si en cambio, se induce la formación de embriones somáticos, este proceso se denominará embriogénesis directa. Si por el contrario, a partir de la siembra de un explante in vitro se observa la proliferación de células en forma desordenada y sin ninguna función predeterminada, se iniciará la producción de callos o suspensiones celulares. La diferenciación de órganos a partir de callos, denominada morfogénesis indirecta, estará condicionada a la previa formación de los meristemoides.